# Ссыльный набатный колокол

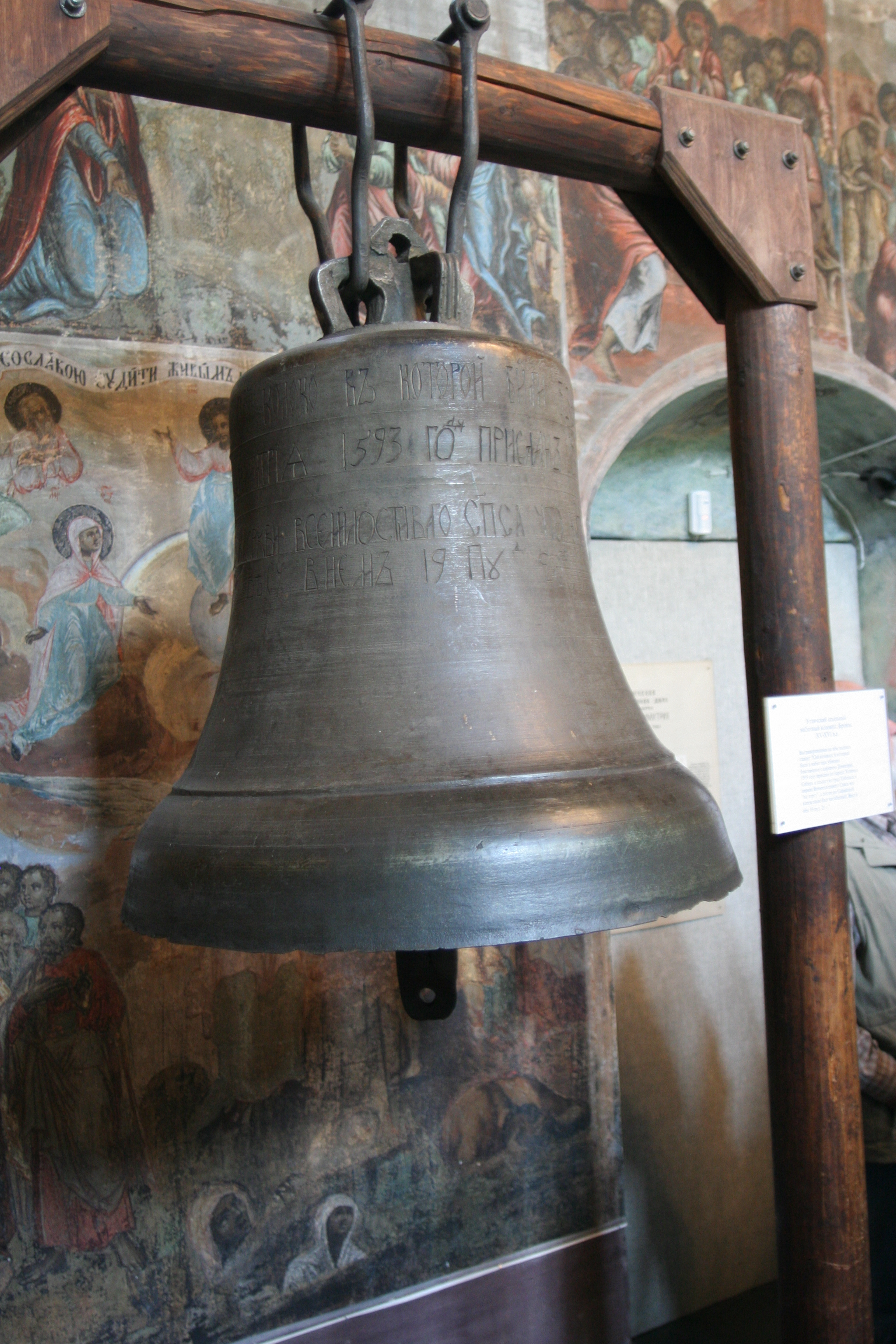
Колокол в церкви Димитрия на Крови

Ссыльный у́гличский (углицкий) колокол — набатный колокол, «казнённый» отсечением языка и «сосланный» в сибирский Тобольск за то, что в 1591 году известил жителей города Углича о смерти царевича Дмитрия, чем вызвал народное волнение, закончившееся самосудом над предполагаемыми убийцами. Пробыл там триста лет, после чего был возвращён обратно. Ныне экспонат Угличского государственного историко-архитектурного и художественного музея.

## «Преступление»
В Угличе 15 мая 1591 года в 12 часу субботнего дня сторож Спасского собора Максим Кузнецов и вдовый священник Федот по прозванию Огурец по приказу царицы Марии Нагой били в набат по случаю смерти царевича Дмитрия. Звон собрал на соборной площади горожан, начались волнения и самосуд над лицами, заподозренными в убийстве Дмитрия. Василий Шуйский, расследовавший происшествие в Угличе, казнил 200 угличан, а 60 семей 1 апреля 1592 года сослал в Сибирь (в основном, в Пелым). Набатный колокол, которому к тому времени, как говорится в летописях и преданиях, было уже лет триста, как подстрекателя к бунту сбросили со Спасской колокольни, вырвали ему язык, отрубили ухо, наказали принародно на площади 12 ударами плетей и «сослали» в Сибирь. Есть указания, что угличане почти год волокли его в ссылку на себе.

## В ссылке

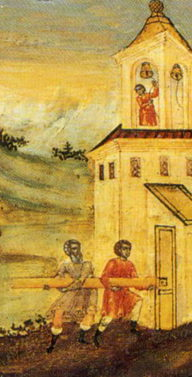
Пономарь бьёт в колокол. Битяговские пытаются выбить дверь в колокольне. Фрагмент житийной иконы царевича Дмитрия (конец XVIII в.).

Колокол в 1593 году был прислан в город Тобольск. Местный воевода князь Фёдор Лобанов-Ростовский запер его в приказной избе и распорядился сделать на нём надпись «первоссыльный неодушевленный с Углича». Затем колокол висел на колокольне церкви Всемилостивого Спаса, что в нагорной части города, близ Иртышского Яра, а потом неизвестно как попал на колокольню тобольского кафедрального Софийского собора, где по причине его резкого и громкого голоса в него отбивали часы и в случае пожара били в набат. Соборная колокольня, построенная в 1683—1685 годах, около 1780 года развалилась, и Угличский колокол, вместе с другими соборными колоколами, был повешен на козлах или срубах, устроенных из брёвен, между Архиерейским домом, Консисторией и Собором. Там он в ночь с 27 на 28 апреля 1788 года во время большого общегородского пожара чуть было не растопился, как некоторые другие соборные колокола. На козлах колокол находился до 1797 года, когда была выстроена новая соборная колокольня и на неё подняли колокола. Скорее всего, именно в это время на колоколе была по чьему-то распоряжению (вероятно, архиепископа Варлаама или заведовавшего при нём строительством абалакского игумена Маргарита) вырезана надпись, рассказывающая об его истории. О ссыльном колоколе вспоминали декабристы, видевшие в нём бунтаря.
В конце 1836 или начале 1837 года по распоряжению архиепископа Тобольского Афанасия Угличский колокол был повешен под небольшим деревянным навесом возле Крестовской архиерейской церкви. Целью перемещения было показать, если потребуется, историческую достопримечательность планировавшему посетить (и посетившему) Тобольск в 1837 году наследнику Александру Николаевичу (однако, осмотра не случилось); а также то, что при перестроенной Крестовой церкви не было благовестного колокола. С тех пор колокол там и находился, сзывая к богослужению в архиерейской церкви — благовест в него, особенно в тихую погоду и при молчании других колоколов, был слышен по всему городу; а также служа предметом любопытства как местных жителей, так и заезжих лиц — помимо прочих его осматривал 24 июля 1868 года великий князь Владимир Александрович. В 1860-х годах для ссыльного колокола и других мелких колоколов Крестовой церкви вместо старого деревянного навеса устроили новый на каменных столбах и несколько далее прежнего от храма.
В народе «биография» колокола обросла преданиями и слухами: повторяется и до сих пор, будто он перед ссылкой был сечён кнутом и будто у него рваные ноздри (у колоколов нет никаких «ноздрей»); что наказан он был за то, что при каком-то пожаре не дал «гулку»; будто тобольский колокол всего лишь копия, так как оригинал либо разбился ещё по дороге в Сибирь, либо при падении соборной колокольни, или растопился во время пожара.

## Возвращение
С ними колокол опальный

В этот долгий путь печальный

По снегам отправлен был,

Чтобы больше не звонил.

Чтоб не тешил больше слуха,

Оторвали ему ухо,

Чтоб к молчанию привык —

Медный вырвали язык,

Да для большего позора

Наказали словно вора:

Был он миру напоказ

Плетью бит двенадцать раз…

Бунтарей народ забыл —

Нет следа от их могил,

Но из той из ссылки дальней

Вышел колокол опальный.

Из Тобольска в Углич он

Был обратно возвращён.
В декабре 1849 года в Угличе возникла мысль о возвращении сюда ссыльного колокола; инициаторами были краеведы и любители старины мещане Иван и Василий Серебренниковы и учитель Фёдор Киссель.:127 40 местных жителей обратились к министру внутренних дел с просьбой об исходатайствовании им высочайшего разрешения для возвращения из Тобольска за их счёт колокола. Привлечённый к делу Синод запросил справку о колоколе у Ярославской и Тобольской епархий. Рассмотрев приведённые данные о колоколе, он нашёл их неудовлетворительными, и в определении, подписанном 11 мая 1851 года, объявил, «что сими сведениями не подтверждается мысль, что сей колокол есть тот самый, которым возвещено было в Угличе убиение царевича Димитрия». Этим и окончилось тогда дело.
Этнограф Ипполит Завалишин в своей книге 1862 года высказывался, что колокол желательно вернуть из ссылки в Углич, где поставить на площади в центре города на монументальном подножии и увенчать «крестом спасения» — такое «благородное» примирение с прошлым, по его мнению, имеет большое нравственное значение. Церковный краевед Сибири протоиерей Александр Сулоцкий в своей статье 1869 года напротив писал, что колокол лучше бы оставить в Тобольске, так как там он является одной из двух главных достопримечательностей и напоминаний о былых временах наряду с мраморным памятником Ермаку; а в Угличе, на фоне других связанных с царевичем Дмитрием объектов, особенно его дворца, он стушевался бы.

Сулоцкий в 1869 году описывал колокол как корноухий, то есть с отсечённым, а не оторванным ухом; с резким и громким звуком; весом 19 пудов и 20 фунтов (319.41 кг); медь на поверхности серого цвета; толщина стенок — вершок с третью (5,9 см); окружность по нижним краям — 3 аршина и 3 четверти (2,7 м); края как бы обгрызены, то есть обиты, что говорит о том, что его неоднократно поднимали и спускали с колоколен и перевозили, при этом обращаясь с ним не слишком аккуратно. По краям колокола вырезана (а не вылита) надпись (склад надписи и форма букв нового времени): 
Сей колокол, в который били в набат при убиении благоверного царевича Димитрия в 1593 году, прислан из города Углича в Сибирь, в ссылку в град Тобольск, к церкви Всемилостиваго Спаса, что на Торгу, а потом на Софийской колокольне был часобитной.
В 1888 году в Угличе, по инициативе Леонида Соловьёва, опять возникло в среде граждан дело о колоколе, и в 1892 году, после длительной переписки и получения разрешения императора Александра III, в связи с приближающимся 300-летием ссылки, колокол «амнистировали». В Тобольске варшавский студент Флориан Ляхмайер изготовил его муляж из папье-маше, для которого выстроили в Кремле сохранившуюся до наших дней колоколенку; ныне он хранится в Тобольском историко-архитектурном музее-заповеднике. Делегация угличан забрала колокол из Тобольска, выплатив 600 рублей, и 20 мая в 11 часов ночи была торжественно встречена в Угличе.:127—128 Колокол стал одним из первых экспонатов Угличского музея древностей (сейчас это Угличский государственный историко-архитектурный и художественный музей):128, где он и хранится поныне в церкви Димитрия на крови.

## Вопрос подлинности
В 1980—1989 годах по возникшему ещё в XIX веке вопросу подлинности колокола шла полемика между угличскими исследователями А. М. Лобашковым, отрицавшим её, и А. В. Кулагиным, придерживавшимся противоположной точки зрения. В 1983 году по инициативе Кулагина в Центральной заводской лаборатории ПО «Чайка» были проведены металлографический и химический анализы сплавов нескольких колоколов из Угличского историко-художественного музея, в том числе и ссыльного колокола. Химический анализ показал, что состав бронзы ссыльного колокола следующий: 82,62 % меди, 15,83 % олова и 1,55 % примесей. Были определены также механические свойства. Из исследования Кулагин сделал вывод, что колокол лил высококвалифицированный литейщик, работавший в Угличе в конце XV века. По мнению Кулагина, спор о подлинности завершился его победой — в Угличе находится тот самый колокол, что звонил по гибели царевича, хотя противоположное мнение до сих пор распространено:128—132.
И мне предлагают — ударить. Я — бью, единожды. И какой же дивный гул возникает в храме, сколь многозначно это слитие глубоких тонов, из старины — к нам, неразумно поспешливым и замутнённым душам.
В 2019 году специалисты из Новосибирска приступили к новым исследованиям угличского колокола. Специальная экспертиза на основе проведенных 3D-сканирования и химического анализа должна установить, жив ли ссыльный набатный колокол или он погиб в страшном пожаре 1677 года в Тобольске, о чем свидетельствуют архивные документы.